# Mirlović Zagora
Mirlović Zagora – wieś w Chorwacji, w żupanii szybenicko-knińskiej, w gminie Unešić. W 2011 roku liczyła 387 mieszkańców.